# Финале Светског првенства у фудбалу за жене 1999.
Финале Светског првенства за жене 1999. је била фудбалска утакмица која се одиграла на стадиону Росунда у Стокхолму, Шведска, 10. јула 1999. године, како би се одредио победник ФИФА Светског првенства за жене 1999. године. Домаћин, Сједињене Америчке Државе и други финалсита женска репрезентација Кине одиграле су нерешено у регуларном делу утакмице и после продужетака од два пута по петнаест минута је остало нерешено, тако да је одлука донета извођењем једанаестераца. Женска репрезентација САД је освојила титулу са резулотатом 5 : 4 на пенале.
Утакмица је представљала један од најважнијих догађаја у историји фудбала у Америци.  Играно је пред преко 90.000 фанова. Добро позната слика Бренди Частин која слави победничко место ногом која је представљена на насловној страни Спортс Илустрејтеда постала је једна од кључних слика женског спорта у Сједињеним Државама.

## Финалисти
Утакмицу су играле две тада најјаче репрезентације женског фудбала. Сједињене Државе су освојиле прво ФИФА Светско првенство у Кини и златну медаљу на Олимпијским играма 1996. године. Кина је освојила сребро на Олимпијским играма 1996. и победила Сједињене Државе у финалу Купа Алгарвеа 1999. године. Тимови су представљали две суперзвезде женског фудбала, нападачице Миа Хамм из Сједињених Држава и Сјун Вен из Кине.
Сједињене Државе су се надметале да постану први тим који је освојио светско првенство на домаћем тлу, нешто што Кина није успела да уради 1991. године, као и први тим који је освојио највише шампионата. Кина је у међувремену покушавала да се придружи Сједињеним Државама и Норвешкој као шампиони Светског купа.
Кина је била прва азијска репрезентација која је стигла до финала ФИФА Светског првенства за жене. Ово је такође било прво финале Светског првенства за жене у којем није учествовао европски тим.

## Пут до финала
Сједињене Државе су се аутоматски квалификовале као земља домаћин. Сходно томе, одлучили су да прескоче Конкакаф женско првенство 1998. године, које је служило као квалификације за Светско првенство за Конкакаф репрезентације. Кина се квалификовала освојивши своје шесто узастопно женско првенство АФК 1997. године.
Сједињене Државе су дошле до нокаут фазе лаком победом у Групи А. После заостатка 2 : 1 на полувремену, прошле су у четвртфинале победивши Немачку са 3 : 2. Сједињене Државе су затим победиле Бразил са 2 : 0 и дошле до финала.
Кина је стигла до нокаут фазе победом у Групи Д. Елиминисале су Русију у четвртфиналу, а затим су лако победили браниоца титуле Норвешку са 5 : 0 и стигли до финала.
| Pos | Тим              | О | Бод. |
| --- | ---------------- | - | ---- |
| 1   | Сједињене Државе | 3 | 9    |
| 2   | Нигерија         | 3 | 6    |
| 3   | Северна Кореја   | 3 | 3    |
| 4   | Данска           | 3 | 0    |

| Pos | Тим        | О | Бод. |
| --- | ---------- | - | ---- |
| 1   | Кина       | 3 | 9    |
| 2   | Шведска    | 3 | 6    |
| 3   | Аустралија | 3 | 1    |
| 4   | Гана       | 3 | 1    |

## Утакмица

### Резиме
Финална утакмица је одиграна 10. јула 1999. године на стадиону Роуз боул у Пасадени у Калифорнији. Сједињене Државе и Кина одиграле су нерешено без голова током регуларног дела и у продужецима где је тада важило правило златног гола. Приступило се извођењу једанаестераца где су Сједињене Државе биле успешније 5 : 4 и са тим резултатом су освојиле титулу шампиона. Победа је донела Сједињеним Државама њихову другу титулу светског купа.
Сама утакмица је била млака а ниједна страна није имала много шанси. Можда најбоља шанса за било који тим за постизање гола дошла је у продужецима, када је кинескињи Фан Јуенђе ударац главом одбранила Кристин Лили.
Након што обе екипе нису успеле да постигну гол, тимови су кренули у распуцавање како би се одлучило победника купа. Кина је пуцала прва, а Сје Хуејлин је постигла гол, да би јој парирала Карла Овербек из Сједињених Држава. У другој серији голу Ћу Хајјен је парирала американка Џој Фосет.
Љу Јинг је била извођач треће серије за Кину, али је њен ударац одбранила голман Сједињених Држава Бриана Скери. Упркос томе што је Скери дошла далеко од своје линије (прекршај који је требало да резултира поновним ударцем за Љу), одбрана је остала пуноважна. Кристин Лили је потом преварила кинеског голмана Гао Хонга и донела предност Сједињеним Државама.
Џао Ојинг, Миа Хам и Сјун Вен су реализовали своје пенале, остављајући Американки Бранди Честејнин шут за освајање турнира. Упутила је ударац поред конеског голмана Гао, што је довело до славља Американки, које су освојили титулу првака света на домаћем терену.

### Детаљи
| Сједињене Државе                                                      | (0 : 0)  | Кина                                                       |
| --------------------------------------------------------------------- | -------- | ---------------------------------------------------------- |
|                                                                       | Извештај |                                                            |
| Пенали                                                                |          |                                                            |
| - Карла Овербек - Џој Фосет - Кристин Лили - Миа Хам - Бренди Честејн | 5 : 4    | - Сје Хуејлин - Ћу Хајјен - Љу Јинг - Џао Ојинг - Сјун Вен |

| САД |  | Кина |

| GK          | 1  | Брајана Скери]    |     |      |
| RB          | 14 | Џој Фосет         |     |      |
| CB          | 4  | Карла Овербек (к) |     |      |
| CB          | 20 | Кејт Маркграф     |     |      |
| LB          | 6  | Бренди Частејн    |     |      |
| DM          | 10 | Мишел Ејкерс      | 74’ | 91’  |
| CM          | 11 | Џули Фоуди        |     |      |
| CM          | 13 | Кристин Лили      |     |      |
| RW          | 9  | Миа Хам           |     |      |
| CF          | 12 | Синди Парло Кон   |     | 57’  |
| LW          | 16 | Тифени Милбрет    |     | 115’ |
| Замене:     |    |                   |     |      |
| MF          | 8  | Шенон МакМилан    |     | 57’  |
| MF          | 7  | Сара Вален        |     | 91’  |
| MF          | 15 | Тиша Вентурини    |     | 115’ |
| Селектор:   |    |                   |     |      |
| Тони ДиЧико |    |                   |     |      |

| GK        | 18 | Гао Хонг     |     |      |
| RB        | 11 | Пу Веј       |     | 59’  |
| CB        | 12 | Вен Лижунг   |     |      |
| CB        | 3  | Фан Јуенђе   |     |      |
| LB        | 14 | Бај Ђе       |     |      |
| RM        | 2  | Ванг Липинг  |     |      |
| CM        | 10 | Љу Ајлинг    | 80’ |      |
| CM        | 13 | Љу Јинг      |     |      |
| LM        | 6  | Џао Лихонг   |     | 114’ |
| CF        | 9  | Сјун Вен (к) |     |      |
| CF        | 8  | Ђин Јен      |     | 119’ |
| Замене:   |    |              |     |      |
| FW        | 7  | Џао Ојинг    | 70’ | 59’  |
| MF        | 15 | Ћу Хајјен    |     | 114’ |
| DF        | 5  | Сје Хуејлин  |     | 119’ |
| Селектор: |    |              |     |      |
| Ма Јунан  |    |              |     |      |

| Помоћне судије: Гислејн Лабе (Француска) Ана Перез (Перу) Четврти судија: Катрина Еловирта (Финска) | Правила: - 90 минута - 30 минута, примењује се правило златног у продужетку ако буде било потребно. - Извођење једанаестераца ако су резултати и даље нерешени. - Максимум три замене. |

## После утакмице
Сједињене Државе су постале први тим који је освојио две титуле на Светском првенству за жене. Прослава Бранди Частејн, која се завршила тако што је скинула дрес и открила свој спортски грудњак испод, појавила се на насловним страницама Спортс Илустрејтеда, Тајма и разних новина следећег дана. The celebration was criticized for being allegedly disrespectful, unfeminine, or inappropriate, but has endured as one of the most iconic moments in women's sports history. Прослава је критикована због наводног непоштовања, неженствености или неприкладности, али је остала као један од најзначајнијих момената у историји женског спорта. Кинески медији протестовали су због Скаријеве одбране Љу Јинг, оптужујући је да је варала јер је ишла испред линије пре него што је Љу шутнула лопту, Скери је потврдила да је намерно прешла границу, али је изјавила да „сви то раде“.
Финале и турнир у целини изазвали су веће интересовање за женски фудбал, посебно за тим Сједињених Држава, и оборили су рекорде посећености и телевизије за женске спортове. Пријављено је присуство од 90.185 гледалаца, и то је поставило нови међународни рекорд за женски спортски догађај,  иако је незванично финале Светског купа за жене 1971. на стадиону Астека у Мексико Ситију видело око 110.000 људи. Овај рекорд је оборен 2022. године када је реванш меч четвртфинала УЕФА Лиге шампиона за жене између водећих ривала ФК Барселоне и Реал Мадрида одиграо нерешено 91.553 на Камп Ноу у Барселони. Финале је у просеку имало 17,9 милиона гледалаца и достигло 40 милиона на америчкој телевизији, што је остало непревазиђено до Светског првенства за мушкарце 2014. и финала ФИФА Светског првенства за жене 2015. године.